# Isla Ersha
La isla Ersha o «Isla Jisa» (en chino, 二沙岛; pinyin, Ersha Dao) es una isla situada en Cantón, al sur de China. Alberga la Escuela Estadounidense Internacional de Guangzhou, varios complejos de apartamentos, un estadio de bádminton, y una instalación del gobierno para entrenamiento deportivo. La Isla Ersha es también el sitio donde se encuentran el Museo de Arte de Guangdong y el Salón de Conciertos Xinghai.